# Tér és Forma
A Tér és Forma 1928–1948 között megjelent magyar építészeti folyóirat, a magyar modern mozgalom legfontosabb fóruma. Meghatározó alakja és évtizedekig szerkesztője Bierbauer (Borbiró) Virgil.

## Története
A Tér és Forma előzményének a Vállalkozók Lapjának  ugyanezzel a címmel, Komor János szerkesztésében 1926-tól havonta megjelenő melléklete tekinthető, amely lényegében nyolcoldalas képmelléklet volt az alapvetően szöveges folyóirathoz. 1928-ban Bierbauer és Komor együtt indított ezen a néven önálló lapot, amely eleinte a Vállalkozók Lapjának kiadásában jelent meg, később Tér és Forma Lapkiadó néven önálló céges háttérrel. Komor 1933-ban megvált a laptól, a vezetői posztot Bierbauer vette át. A lap borítóit az első két évben Molnár Farkas, majd Kaesz Gyula tervezte. A szerkesztőség a VIII. kerületi Horánszky utca 8. sz. alatt működött.
Bár eleinte foglalkozott a historizáló építészet produktumaival is, a Tér és Forma hamarosan a modernizmus elkötelezett, megalkuvást nem ismerő fórumává vált. Mint ilyen, rendszeresen bemutatta a neves külföldi modern építészek munkáit, illetve a CIAM magyar csoportja tagjainak munkáit, de foglalkozott urbanisztikai kérdésekkel, kisarchitektúrával és belsőépítészettel is.
Bierbauer 1942-ben lemondott a szerkesztői pozícióról, de továbbra is publikált a Tér és Formában. 1943-tól öttagú szerkesztői bizottság vette át Bierbauer helyét, Fischer József irányításával, aki 1946-tól a Fővárosi Közmunkák Tanácsának elnöke lett, így a lapot is a szervezet adta ki. Ebben az évben a kommunizmussal szimpatizáló szerzők, Perényi Imre, Kozma Lajos, Major Máté kiváltak a lapból és Új Építészet néven önálló folyóiratot indítottak. A továbbra is az építészeti modern szócsövének számító Tér és Formát a kiadó szervezettel együtt 1948-ban megszüntették.